# Nonthaburi Challenger II 2022
Il Nonthaburi Challenger II 2022 è stato un torneo maschile tennis professionistico. È stata la 2ª edizione del torneo, facente parte della categoria Challenger 50 nell'ambito dell'ATP Challenger Tour 2022, con un montepremi di 37 520 $. Si è svolto dal 29 agosto al 4 settembre 2022 sui campi in cemento del Lawn Tennis Association of Thailand di Nonthaburi, in Thailandia.

## Partecipanti

### Teste di serie
| Nazionalità | Giocatore         | Ranking* | Testa di serie |
| ----------- | ----------------- | -------- | -------------- |
| Giappone    | Yosuke Watanuki   | 229      | 1              |
| Regno Unito | Alastair Gray     | 256      | 2              |
| Giappone    | Yasutaka Uchiyama | 264      | 3              |
| Kazakistan  | Denis Yevseyev    | 266      | 4              |
| Brasile     | Gabriel Décamps   | 280      | 5              |
| Regno Unito | Billy Harris      | 298      | 6              |
| Ucraina     | Illja Marčenko    | 308      | 7              |
| Germania    | Nicola Kuhn       | 318      | 8              |

* Ranking al 22 agosto 2022.

### Altri partecipanti
I seguenti giocatori hanno ricevuto una wild card per il tabellone principale:
- Thanapet Chanta
- Kasidit Samrej
- Krittin Koaykul

Il seguente giocatore è entratè in tabellone come special exempt:
- Valentin Vacherot

Il seguente giocatore è entrato in tabellone come alternate:
- Omar Jasika

I seguenti giocatori sono passati dalle qualificazioni:
- Charles Broom
- Ben Patael
- Arthur Cazaux
- Beibit Zhukayev
- Tristan Schoolkate
- Chung Yun-seong

I seguenti giocatori sono entrati in tabellone come lucky loser:
- Daniel Cukierman
- James McCabe
- Yuta Shimizu

## Campioni

### Singolare
Arthur Cazaux ha sconfitto in finale  Omar Jasika con il punteggio di 7–6(6), 6–4.

### Doppio
Benjamin Lock  /  Yuta Shimizu hanno sconfitto in finale  Francis Casey Alcantara /  Christopher Rungkat con il punteggio di 6–1, 6–3.